# Капела Исуса - детета у Паризу
Капела Исуса детета у Паризу (фр. Chapelle de Jésus-Enfant) је католичка капела изграђена у готичком стилу 1881. године. Капела је позната и под називом Катехизиска капела (фр. chapelle des Catéchismes), по томе што се у њој верници кетехизацијом уводе у основне тајне и садржај хришћанске вере, кроз објављивање и излагање веровања о Богу, о односу Бога према човеку и свету као и о односу човека према Богу и свету.

## Положај, надлежност, заштита
Капела Исуса детета се налази у 7. арондисману Париза, у улици Rue Las Cases на броју 29.
Капелом управља парохија Свете Клотилде, са седиштем у Базилици Свете Клотилде у Паризу.
Одлуком Министарства културе Француске од априла 1979. године капела је регистрован као историјски споменик од посебног значаја.

## Историја
Капела је грађена између 1878. и 1881. године, по нацртима архитекте Hippolyte Destailleur (1822-1893)  на иницијативу оца Хамелина, првог ректора базилике Свете Клотилде,  да би у њој  обављао  кетехизацију деце.
Жак Ширака, будући председник Француске Републике између 1995. и 2007. године, у капели се венчао  16. марта 1956. године са  будућом супругом Bernadette Chodron de Courcel.

## Изглед
Капела је изграђена у енглеском неоготичком стилу, карактеристичном за католичке цркве и капеле у 19. веку. Наос је широк, са једноставним врло уским бочним пролазима одвојеним балустрадом. Хор се посебно истиче својим изгледом.
Капела се одликује полихромираним дрвеним сводом у облику сломљене колевке, са  обложене кесонима,  у енглеском стилу, инспирисаним двораном Вестминстерске палате.
На задњој страни апсиде, изнад позлаћеног олтар који је дело златара Жана Александра Картијеа , налази се велика керамичка композиција браће Виребан, инспирисан сликом Крунисања Богородице, Фра Анђелика (заштитника уметника, посебно сликара) на којој је представљено крунисање Богородице, и која се данас налази у Лувру. 
Доњи део олтара укључује Јагње Божје између два анђела, и другим елементима одвојеним  елегантним мермерним стубовима.
Проповедаоница је сва у резбареном дрвету. Капелу употпуњују бакље и позлаћени бронзани лустери  који осветљавају капелу, али је и красе квалитетом израде.

## Спољашње  везе
Медији везани за чланак Капела Исуса - детета у Паризу на Викимедијиној остави

- Chapelle de Jésus Enfant[мртва веза] (језик: француски)